# Erwin Rohde
Erwin Rohde (Amburgo, 9 ottobre 1845 – Heidelberg, 11 gennaio 1898) è stato un filologo classico tedesco.

## Biografia
Figlio di un medico, Rohde studiò dal 1865 a Lipsia e a Bonn, dove si laureò nel 1869 con un lavoro sul teatro antico; apprese la filologia sotto la guida di Friedrich Wilhelm Ritschl. Nel 1870, dopo un viaggio di studio in Italia e l'avvio dell'amicizia con Friedrich Nietzsche, Rohde ottenne la Habilitation presso l'Università di Kiel e lì ebbe anche un incarico di insegnamento dal 1872. Nel 1876 accettò la chiamata all'Università di Jena, e due anni più tardi si spostò a Tubinga (1878) e infine, dopo un breve periodo a Lipsia, si stabilì a Heidelberg.

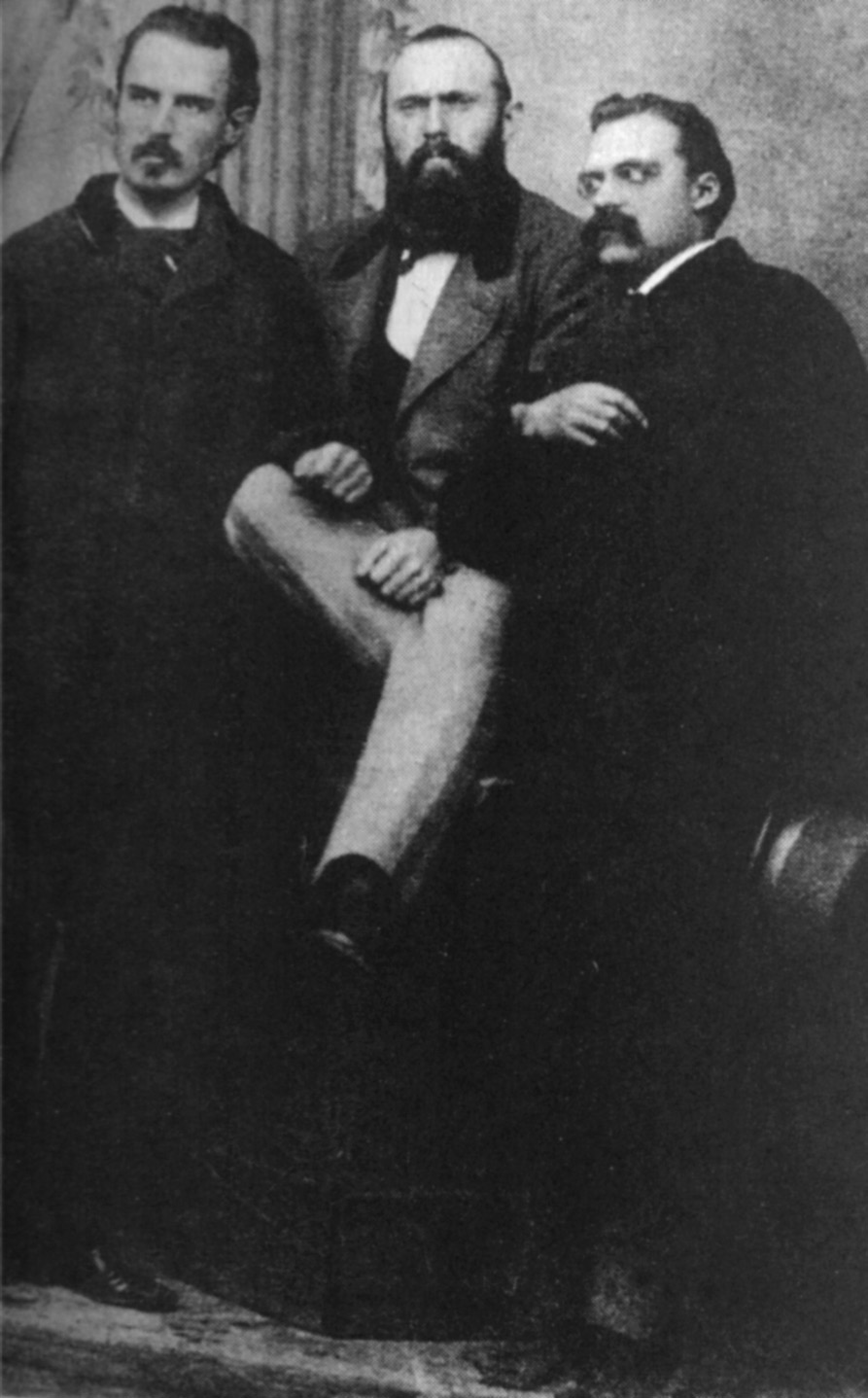
Erwin Rohde (a sinistra) con Carl von Gersdorff e Friedrich Nietzsche, ottobre 1871

Già durante il suo periodo di Kiel (ottobre 1872), Rohde - unico tra i filologi classici - si era mobilitato in difesa delle tesi propugnate da Nietzsche nella sua Nascita della tragedia e scrisse perciò un pamphlet intitolato Afterphilologie (letteralmente, filologia deretana!) contro Wilamowitz, il quale si era aspramente scagliato contro Nietzsche, accusandolo di incompetenza e imputandogli grossolani errori di fatto. Rohde arrivò, a sua volta, ad accusare Wilamowitz di stupidità e falsità. Wilamowitz rispose con uno scritto dal titolo Zukunftsphilologie! Zweites Stück, rivolto pressoché interamente contro Rohde più che contro Nietzsche. Alcuni anni dopo questa coraggiosa presa di posizione, che certo non giovò accademicamente a Rohde, l'amicizia con Nietzsche si ruppe. Perdurò invece il legame con Franz Overbeck, documentato da una fitta corrispondenza e stabile fino alla morte di Rohde.
Rohde fu il destinatario di uno dei biglietti della follia di Nietzsche.
Tra le opere principali di Rohde occorre ricordare Psyche, ancor oggi studio fondamentale per la comprensione del concetto di anima e delle pratiche cultuali presso i Greci; tra l'altro in quest'opera Rohde rivalutò il teatro di Euripide come precursore della modernità, laddove invece questi era stato svalutato da Nietzsche. Da ricordare anche la ricerca sul romanzo antico (Der griechische Roman und seine Vorläufer) che fu salutata da Bachtin come il miglior libro sulla storia del romanzo nell'antichità.

## Opere
- Afterphilologie. Zur Beleuchtung des von dem Dr. phil. Ulrich von Wilamowitz-Möllendorff herausgegebenen Pamphlets: „Zukunftsphilologie!“. Sendschreiben eines Philologen an Richard Wagner. Fritsch, Leipzig 1872.
- Der griechische Roman und seine Vorläufer. Breitkopf & Härtel, Leipzig 1876; 3., vermehrte Auflage 1914.
- Psyche. Seelencult und Unsterblichkeitsglaube der Griechen. Mohr, Freiburg im Breisgau 1890–1894. (tr. it: Psiche. Culto delle anime e fede nell'immortalità presso i greci, Bari Laterza, 1970)
- Kleine Schriften. 2 Bände. Mohr, Tübingen 1901.
- Friedrich Nietzsches Briefwechsel mit Erwin Rohde. Herausgegeben von Elisabeth Förster-Nietzsche und Fritz Schöll. Berlin 1902.